# Panik i paradis
Panik i paradis er en dansk film fra 1960.
- Manuskript og instruktion Hagen Hasselbalch.

Blandt de medvirkende kan nævnes:
- Mogens Brandt
- Dirch Passer
- Helge Kjærulff-Schmidt
- Olaf Ussing
- Ego Brønnum-Jacobsen
- Johannes Allen
- Peter Kitter